# Lažiště
Lažiště é uma comuna checa localizada na região da Boêmia do Sul, distrito de Prachatice.
A comuna abrange uma área de 4.26 km² e tem 300 habitantes. Lažiště se localiza a aproximadamente 7 km ao Noroeste de Prachatice, 42 km ao oeste de České Budějovice e 122 km ao sul de Praga.